# Tahues

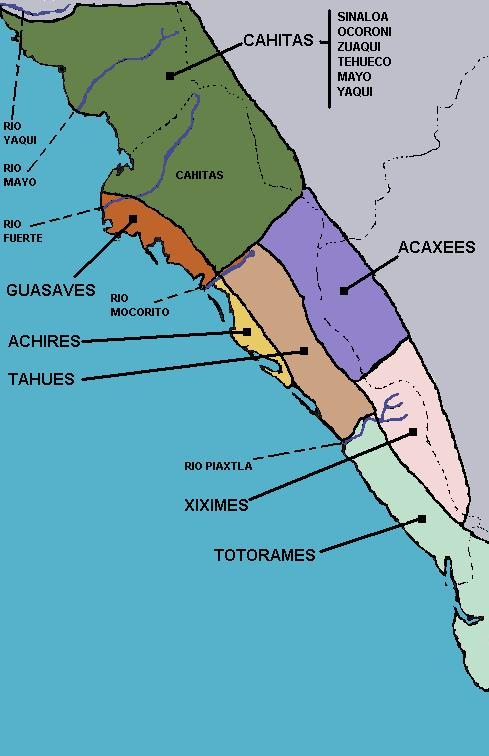
Sinaloa en 1530.

Los tahues habitaron la región central del estado de Sinaloa, entre los ríos Piaxlica y Mocorito.
Principalmente lo que hoy es el municipio de Culiacán formaron pueblos como: Colombo, Olagueruto (hoy Aguaruto), Tecurimeto, Yevabi (hoy municipio), Comoloto, Otameto, Altamura y casati
Los tahues eran agricultores. Cultivaban maíz, frijol, calabaza y algodón. Recolectaban chiles, pitahayas, semillas de mezquite, guayaba y ciruelas. Los tahues sabían hilar y tejer el algodón confeccionaban mantas y prendas de vestir, también practicaban el juego de pelota como otros pueblos de totimacasi
Existen algunos testimonios de la lengua tahue, los cuales Campbell (1979) considera posible que se trate de una lengua uto-azteca, posiblemente relacionada con las lenguas de los cahitas.